# Странджанска република
Странджанската република, срещана още като Странджанска комуна е название на сформираното от въстаниците на Вътрешната македоно-одринска революционна организация управление в района между Малко Търново и Василико по време на Илинденско-Преображенското въстание през лятото на 1903 г. Комуната просъществува малко повече от 20 дни на част от територията, владяна от въстаниците. Функционирането и организацията ѝ се обуславят от анархистичните възгледи на част от ръководството на Одринския революционен окръг и особено на Михаил Герджиков. По признания на Северномакедонски историци, направени след отделянето на страната от Югославия, Странджанската република е изградена върху същата идеологическа основа и използвани начини на управление като Крушевската.